# جون كول
جون كول (بالإنجليزية: John Cole)‏ (و. 1942 – م) هو سياسي، من كندا.

## مناصب
تولى منصب عضو مجلس العموم الكندي (21 نوفمبر 1988–24 أكتوبر 1993).